# Guillermo I de Osona
Guillermo I de Osona (1028 - ?), conde de Osona (1035 - 1054).

## Orígenes familiares
Hijo de Berenguer Ramón I y su tercera esposa, Guisla de Lluçà, y por lo tanto hermano consanguíneo del conde de Barcelona Ramón Berenguer I.

## Condado de Osona
Tras la muerte de su padre, Guillermo y su madre Guisla heredaron el condado de Osona, separándose así de nuevo de la línea principal del condado de Barcelona. Sin embargo, en 1054 Guisla se volvió a casar y Guillermo renunció en favor de su hermano Ramón Berenguer I, volviendo otra vez a la línea principal de la Casa de Barcelona.
| Predecesor: Berenguer Ramón I | Conde de Osona (con Guisla de Lluçà) 1035-1054 | Sucesor: Ramón Berenguer I |

- Datos: Q9001333